# Betsy Perk

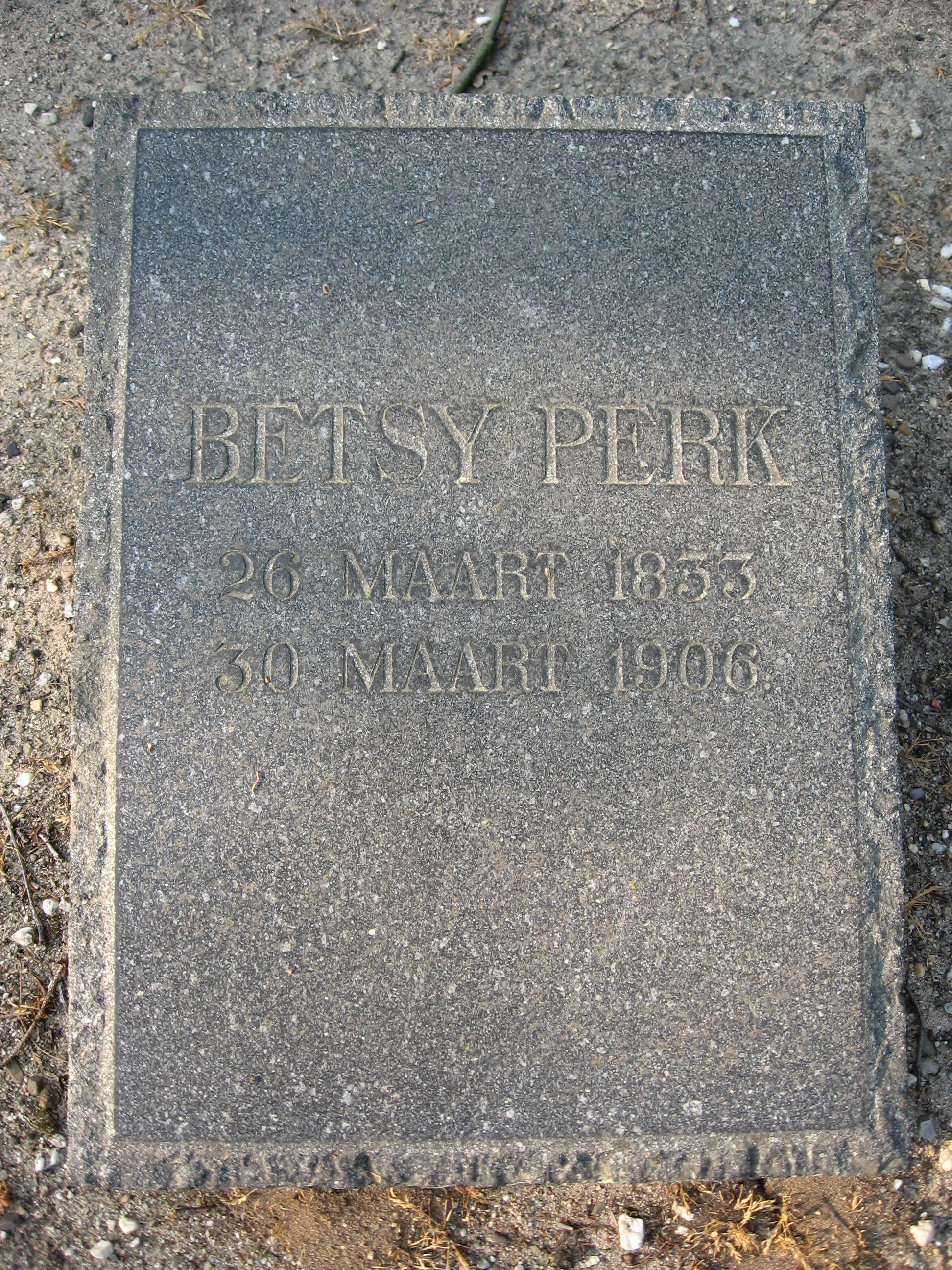
Graf Betsy Perk, Rustoord, Nijmegen

Christina Elizabeth (Betsy) Perk (Delft, 26 maart 1833 – Nijmegen, 30 maart 1906), was een Nederlandse schrijfster van romans en toneelstukken. Ze was de dochter van Adrianus Perk, een grutterijkoopman en graanhandelaar, en Lessina Elizabeth Visser. Ze stond bekend onder de pseudoniemen Philemon, Liesbeth van Altena en Spirito. Ze is ook bekend als oprichtster van de Algemeene Nederlandsche Vrouwenvereeniging Tesselschade-Arbeid Adelt in 1871, het bijbehorende tijdschrift Onze Roeping en het weekblad voor vrouwen Ons Streven in 1869. Ze was een belangrijke pionierster van de vrouwenbeweging. In later jaren nam haar invloed af en werd haar activisme geringer, ook door een zwakke gezondheid, en legde ze zich vooral toe op het schrijven van historische romans. Van 1880 tot 1890 woonde zij in België.

## Jongere jaren
Betsy Perk groeide op in een burgerlijk, tamelijk welvarend en groot gezin. Haar vader trouwde drie keer en Betsy was de derde dochter uit het tweede huwelijk. Hierdoor had ze drie broers, drie halfzusjes en vijf halfbroers. Zoals veel vrouwen in die tijd stierf haar moeder jong in het kraambed. Hierdoor kreeg Perk de 35-jarige Theodora Veeren als stiefmoeder met wie zij tot 1876 zou samenwonen. Een van haar broers zou de vader worden van de beroemde dichter Jacques Perk waar zij later ook een boek over schreef. Adrianus Perk was succesvol genoeg om zijn zoons naar een academische opleiding te sturen. Zijn dochters kregen deze kans nog niet, pas in 1871 zou de eerste vrouw studeren aan een Nederlandse universiteit.
Op negentienjarige leeftijd toonde Perk al literaire aspiraties door het schrijven van verhalen voor het blad Nederland. Het wordt daarom ook aangenomen dat ze door het intellectuele milieu waarin ze opgroeide tot zelfstudie werd gebracht. Naast literatuur was ook beeldende kunst belangrijk in haar leven. Ze volgde bijvoorbeeld privélessen in boetseren en schilderen bij de Belgische beeldhouwer Antoine Eugene Lacomble. Naarmate ze ouder werd, zou ze steeds meer belangstelling krijgen voor literatuur en kunst en er een meer dan gemiddelde kennis over opbouwen.

## Emancipatie
De jaren 1866 en 1867 waren cruciale jaren voor Perk want in 1866 werd de verloving verbroken met haar aanstaande man. Een jaar later overleed haar vader wat haar financiële zekerheid zeer bemoeilijkte. Door deze gebeurtenissen, in combinatie met de interesse in de grondleggers van het Nederlands feminisme – Anna Storm-van der Chijs en Elise van Calcar –, ging Perk zich steeds meer inzetten voor de uitbreiding van arbeids- en opleidingsmogelijkheden van vrouwen, in het bijzonder die uit haar eigen sociale klasse. Ze begon tussen de jaren 1867 en 1868 onder meer te schrijven voor het blad De Tijdspiegel, waarin ze pleitte voor meer gelijkwaardigheid tussen mannen en vrouwen naast hun natuurlijke verschil.

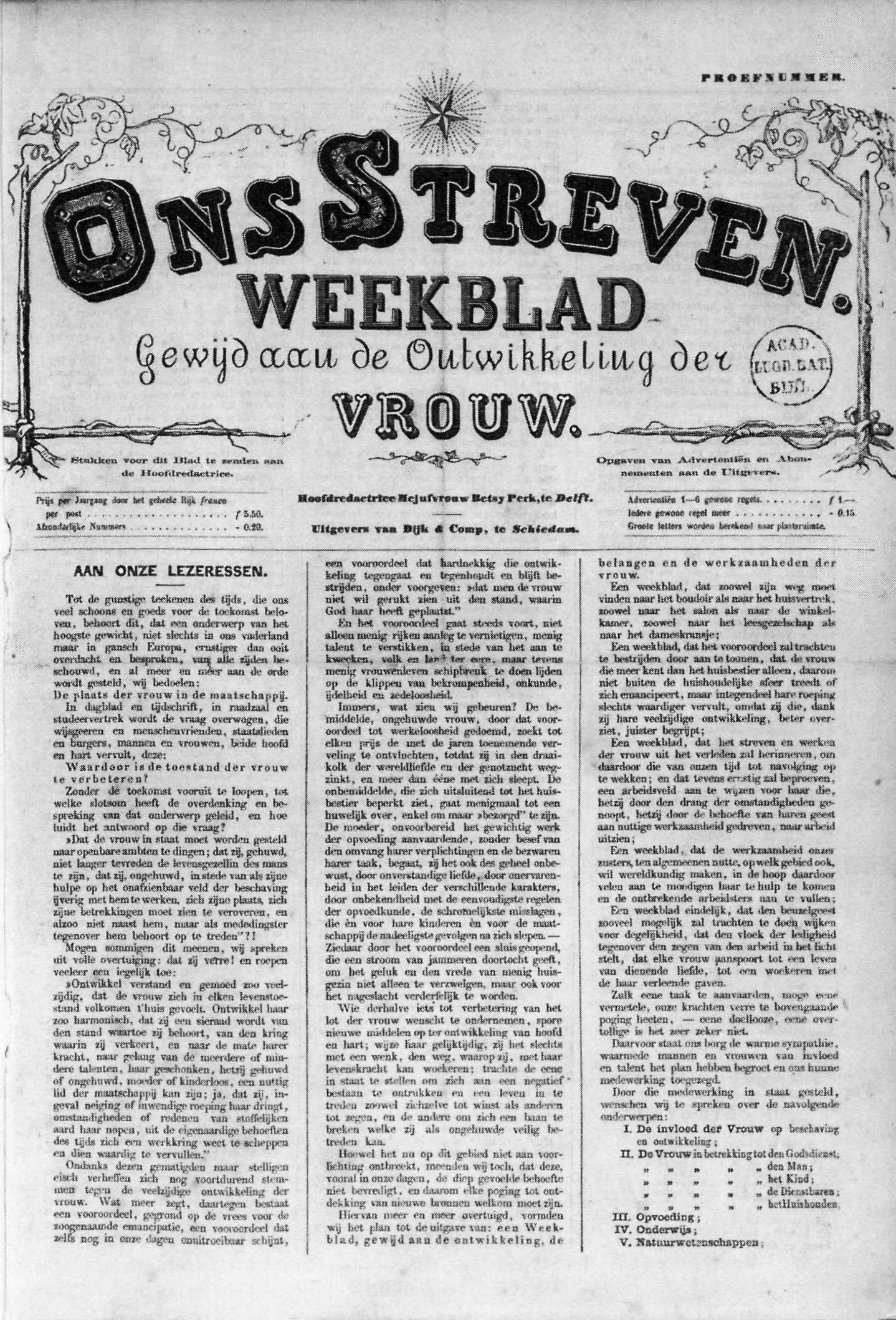
Proefnummer uit 1870 van Ons Streven. Weekblad gewijd aan de ontwikkeling der vrouw, geredigeerd door Betsy Perk.

Om haar ideeën verder en sneller te verspreiden nam ze in 1869 het initiatief tot oprichting van Ons Streven: Weekblad gewijd aan de ontwikkeling der vrouw, een van de eerste bladen over vrouwenemancipatie in Nederland. Zij trok zich echter al snel terug uit de redactie toen zij het gevoel kreeg dat haar twee mannelijke mederedacteuren de boventoon gingen voeren en zelfs anti-emancipatorische teksten in het blad wilden opnemen. Als tegenreactie richtte ze een jaar later Onze Roeping op. Opnieuw een vrouwentijdschrift waarin ze onder andere ervoor pleitte dat de arbeid van ongehuwde en gehuwde vrouwen de welstand van het land zou stimuleren. In het eerste nummer schreef Elise van Calcar over de tijdsgeest die aan vrouwen de gelegenheid zou moeten geven om deel te nemen aan de maatschappij. In tegenstelling tot andere emancipatorische bladen stelde Onze Roeping de echtelijke status en het moederschap niet ter discussie, maar streefde vooral naar vrouwelijke scholing en betaalde arbeid.

## Algemeene Nederlandsche Vrouwenvereeniging 'Arbeid Adelt'
Tijdens de Frans-Duitse oorlog van 1870 ondersteunden de vrouwen het Roode Kruis door middel van het verkopen van handwerken. Betsy Perk werd geïnspireerd door de inzet van deze vrouwen en richtte in 1871 de Algemeene Nederlandsche Vrouwenvereeniging 'Arbeid Adelt' op met als doel de "verbetering van het lot der onvermogende vrouw uit den beschaafden stand door aanmoediging en bevordering van haar kunst- en arbeidszin". De vereniging ging voornamelijk de handwerken van vrouwen verkopen zodat ze meer kans maakten op economische onafhankelijkheid. Arbeid Adelt werd een succes en aan het eind van het jaar liet koningin Sophie zich rondleiden door Perk op een door de vereniging georganiseerde tentoonstelling over vrouwelijke Nijverheid en Kunst. Hierop liet de koningin zich abonneren op Onze Roeping en werd beschermvrouwe van Arbeid Adelt dat intussen een verenigingsorgaan was geworden.
Na een tijdje ontstonden er delingen in de vereniging door ruzies rond de persoon van Perk. De principiële kwestie betrof onder andere het vraagstuk of vrouwen hun werkstukken anoniem mochten aanbieden. Daarnaast werd Perk beschuldigd van financieel wanbeleid. Onder leiding van Jeltje de Bosch Kemper zetten de leden die voorstander waren van dat vrouwen hun werk anoniem konden verkopen in 1872 een nieuwe vereniging op: De Algemeene Nederlandsche Vrouwenvereeniging 'Tesselschade'. Door deze afsplitsing ging het verenigingsblad Onze Roeping ten onder en verloor Arbeid Adelt veel leden. Toen Perk afstand nam van haar positie als voorzitster bleek als snel dat ze gezag had verloren omdat de vereniging van haar principe afviel en vrouwen alsnog hun werk anoniem mochten aanbieden.
In 1873 deed Perk nog een laatste poging om haar ideeën te verspreiden. Ze besloot samen te werken met de feministe Mina Kruseman met wie ze een belangstelling voor kunst deelde. Door het geven van lezingen probeerden de vrouwen de emancipatorische strijd aan te wakkeren – en hun brood te verdienen. Perk was in deze periode kortstondig verbonden aan het tijdschrift De Kunstbode en het Weekblad ter Bevordering van ’t Schoone en Aankweeking van den Kunstzin, waar ook Kruseman voor schreef. Uiteindelijk bleken de verschillen tussen de radicale denkbeelden van de flamboyante Kruseman en het gematigder standpunt van de meer ingetogen Perk te groot. Er kwam een einde aan hun gezamenlijke lezingentournee en aan de feministische activiteiten van Betsy Perk.

## Teruggetrokken leven
Perk trok zich in 1874 terug in het Zuid-Limburgse Valkenburg, waar zij in haar boek Mijn ezeltje en ik: Een boek voor vriend en vijand afrekende met de feministische en literaire wereld. Hierin kwam impliciet naar voren dat ze zich niet meer zou inzetten voor de feministische beweging, maar nooit afstand zou doen van haar emancipatorische denkbeelden. In plaats daarvan stak Perk haar energie in het aanprijzen van Valkenburg als toeristische trekpleister en het schrijven van (historische) romans. In 1880 verhuisde ze naar België, samen met een vriendin. Ze vestigde zich eerst in Brussel, vervolgens in Spa en in 1890 in Luik. Hier breidde ze haar literaire werken significant uit en schreef ze onder andere De laatste der Bourgondiërs in Gent en Brugge 1477 – 1481, waar ze de onderscheiding 'Femme de lettres' voor ontving. Haar boeken waren geen expliciet pleidooi voor de vrouwenemancipatie, maar bevatten nog wel diezelfde onderliggende thema's als haar werk tijdens haar feministische periode. Een verschil was dat haar boeken vooral de nadruk legden op de politieke en intellectuele capaciteiten van de vrouw en niet zozeer hun arbeidsmogelijkheden.
In 1890 keerde Perk voorgoed terug naar Nederland, waar zij zich eerst in Arnhem en toen in Nijmegen vestigde. De laatste jaren van haar leven stonden vooral in het licht van de ontwikkeling van de kunstzin en artistieke smaak en daarom richtte ze in 1897 de vereniging 'Kunst en Kennis' op, die amateurs de kans bood hun werk aan het publiek te presenteren. In 1898 werd de Nationale Tentoonstelling van Vrouwenarbeid geopend, maar men was Perk uit het oog verloren en zij werd dus niet uitgenodigd. 
In dertien Nederlandse steden is een straat naar haar vernoemd, elders een woonzorgcentrum. Ook is er een Betsy Perk Opleidingsfonds opgericht bij de huidige Algemeene vrouwenvereniging Tesselschade - Arbeid Adelt.
Ze ligt begraven op de begraafplaats Rustoord in Nijmegen.

## Trivia
- Ze was een telg uit het patriciërsgeslacht Perk, zuster van ds. Marie Adrien Perk en tante van de dichter Jacques Perk, over wie zij in 1902 een boek schreef.[4]
- In Purmerend, Valkenburg, Heemskerk, Olst, Culemborg, Hoofddorp, Schiedam, Waalwijk, Alphen aan den Rijn, Den Haag, Velserbroek, Tiel en Zutphen is een straat naar haar vernoemd, in Hoorn een woonzorgcentrum.

## Werken
- Een kruis met rozen.[a] 1864
- Wenken voor jonge dames ter bevordering van huiselijk geluk.[b] 1868. Gedeeltelijk bewerkt naar Henriette Davidis Der Beruf der Jungfrau.
- Sixtus IV en Lorenzo de Medicis. Rome en Florence in 1471-1481. Historische roman.[c] 1869
- Onder de banditti. Een verhaal uit het begin dezer eeuw.[d] 1869-1870
- De rechtvaardiging van J. Odé (Firma: Van Dijke en Co.) toegelicht.[e] 1870; Mijne rechtvaardiging tegen Mejufvrouw Betsy Perk[f] van J. Odé. 1870; Protest tegen de toelichtingen van Mejufvrouw Betsy Perk[g] van J. Odé. 1870
- Elisabeth van Frankrijk. Historisch romantische schets.[h] 1871
- Te elfder ure. Novelle.[i] 1872
- Tesselschade. Novelle.[j] 1873
- Mijn ezeltje en ik. Een boek voor vriend en vijand[k], 1874
- De sterren liegen niet! Drama in 5 bedrijven (uit Rome Anno 1539)[l], 1875
- Elisabeth de Jonkvrouw van 't kasteel te Valkenburg. Drama in voetmaat en vijf bedrijven uit 1355.[m] 1878
- Valse schaamte.[n] 1880
- Heden en verleden (naar de 63e uitg.). 1880. Vrije bewerking van Tristesses et sourires
- Mejonkvrouw de Laval onder de keizers Alexander I en Nikolaas van Rusland.[o] 1883
- De laatste der Bourgondiërs in Gent en Brugge 1477-1481.[p] 1885
- Yline, prinses Daschkoff-Worenzoff. Uit de geschiedenis van Rusland, in de laatste helft der vorige eeuw.[q][r] 1885
- Een recruut op Corsica onder luitenant Napoleon Bonaparte.[s] 1886
- Uit het roode boek, van den laatsten der ridders (Maximiliaan, voogd der Nederlandsche Gewesten).[t] 1887
- De wees van Averilo. Historisch-romantisch verhaal[u], 1888. De wees is Isabella I koningin van Castilië en León
- Kijkjes in België.[v] 1888
- In het paleis der Bourgondiërs te Brussel. Historische roman.[w] 1889
- Kapitein Flahol. Geschiedkundige roman onder het bewind van kardinaal De Granvelle.[x] 1890
- Een moederhart. 1896
- Novellistisch kwartet (naar Belgische motieven).[y] 1897
- Jacques Perk. Geschetst voor 't jong Nederland der XXe eeuw, met onuitgegeven prozastukken, gedichten en portretten van den dichter.[z] 1902
- Strijd binnenhuis. Vr. kiesrecht-novelle.[aa] 1905